# Belushya Guba
Belushya Guba (em russo, Белу́шья Губа́, transliterado como "baía da baleia-branca"), também conhecida por Belushye, é um assentamento de tipo urbano localizada no Oblast de Arkhangelsk, na Rússia. Situada na Ilha Yuzhny, é a maior povoação do arquipélago de Nova Zembla, com uma população de 2.861 habitantes (censo de 2021) e uma das 2 localidades habitadas do território, juntamente com Rogachevo.
Boa parte da população é composta por militares associados com os testes nucleares no arquipélago.

## História
Durante uma visita a Nova Zembla em 1894, o então governador do Oblast de Arkhangelsk, Aleksandr Engelhardt, decidiu fundar um povoado. Em 1896, uma expedição na costa oeste do arquipélago e, no ano seguinte, o povoado de Belushya Guba foi fundado.
A população viria a aumentar a partir de 1954, quando os testes nucleares em Nova Zembla eram realizados.